# Tubo di Kehr
Il tubo di Kehr è un tubo a forma di T impiegato nella chirurgia delle vie biliari per drenare la bile.
È stato inventato dal chirurgo tedesco Hans Kehr.
Tale intervento ha lo scopo di prevenire la comparsa di ittero legato al difficoltoso passaggio della bile nel duodeno a causa dell'edema della papilla.